# Boixadors
Boixadors és una partida de l'Horta de Lleida, de Lleida.
Després de la conquesta de Lleida pels comtes Ramon Berenguer IV de Barcelona i Ermengol VI d'Urgell, fou donada a la família Boixadors; llinatge extingit el 1697: és l'origen del seu nom. D'economia principalment agrícola, hom hi explota conreus de regadiu. És regada pel riu Noguerola i per la séquia segona, dita també del Mitjà, del Canal de Pinyana.
S'hi troben així mateix el principal club de tennis de les terres de Lleida i part del barri de Lleida de Vila Montcada - Ciutat Jardí. Disposa de transport públic municipal (Línia 14 - Agrònoms) i comarcal (Línia 128 Lleida - Alpicat i Línia NL3 Corbins - Lleida - Almacelles) 
Limita amb les següents partides:
- Al nord amb Canet.
- Al nord-est amb Montcada.
- A l'est amb Balàfia.
- Al sud-est amb Bovà.
- Al sud amb Guindàvols.
- Al sud-oest amb Fontanet lo Curt.
- A l'oest amb Alpicat.